# Famille Motte
 (février 2023).
Pour les articles homonymes, voir Motte.
La famille Motte est une famille d'industriels français qui fut très active dans le nord de la France, particulièrement à Roubaix et Tourcoing.

## Histoire
La première mention de la famille Motte se situe en 1580 dans les registres de baptêmes de l'église Saint-Christophe de Tourcoing.

## Personnalités
- Pierre Motte-Florin (1758-1795), maire de Tourcoing de 1791 à 1792
- Jean Baptiste Motte (1794-1864), fondateur de l'entreprise Motte-Brédart
- Louis Motte-Bossut (1817-1883), industriel
- Alfred Motte-Grimonprez (1827-1887), industriel
- Léon Motte (1842-1903), manufacturier, président du Tribunal de commerce de Roubaix
- Albert Motte (1858-1918), président des Mines de Lens
- Eugène Motte (1860-1932), industriel, président du Crédit du Nord, député du Nord de 1898 à 1906, maire de Roubaix de 1902 à 1912
- Gaston Motte (1882-1972), industriel et historien de Roubaix
- Edmond Motte (1899-1986), président de l'Union générale des syndicats de la brasserie française
- Eugène Motte (1910-1983), industriel et sénateur du Nord de 1959 à 1965
- Bertrand Motte (1914-1980), administrateur de sociétés, vice-président du Conseil général du Nord, député du Nord de 1958 à 1962
- Jean-Philippe Motte (1942-2017), maire-adjoint de Grenoble de 1995 à 2011 et vice-président de la Métropole de Grenoble de 2008 à 2014
- Frédéric Motte (1964- ), président du MEDEF Région Nord-Pas-de-Calais, président du CESER, maire de Beaucamps-Ligny
- Muriel Motte, rédactrice en chef du Figaro Économie et de La Tribune, éditorialiste aux Échos et à L'Opinion
- Olivier Motte, directeur financier chez HSBC (1998-2012), président de Turennes investissement.
- Guillaume Motte, Associé de BNP Real Estate / CMB Monaco Monte-Carlo.
- François Motte, Président de l'Agence de développement économique SOFIE (Saint-Omer Flandre Interface d'Entreprises)
- Perrine Motte, propriétaire de l'Hôtel La Monnaie, associée de BNP Real Estate

### Bibliographie

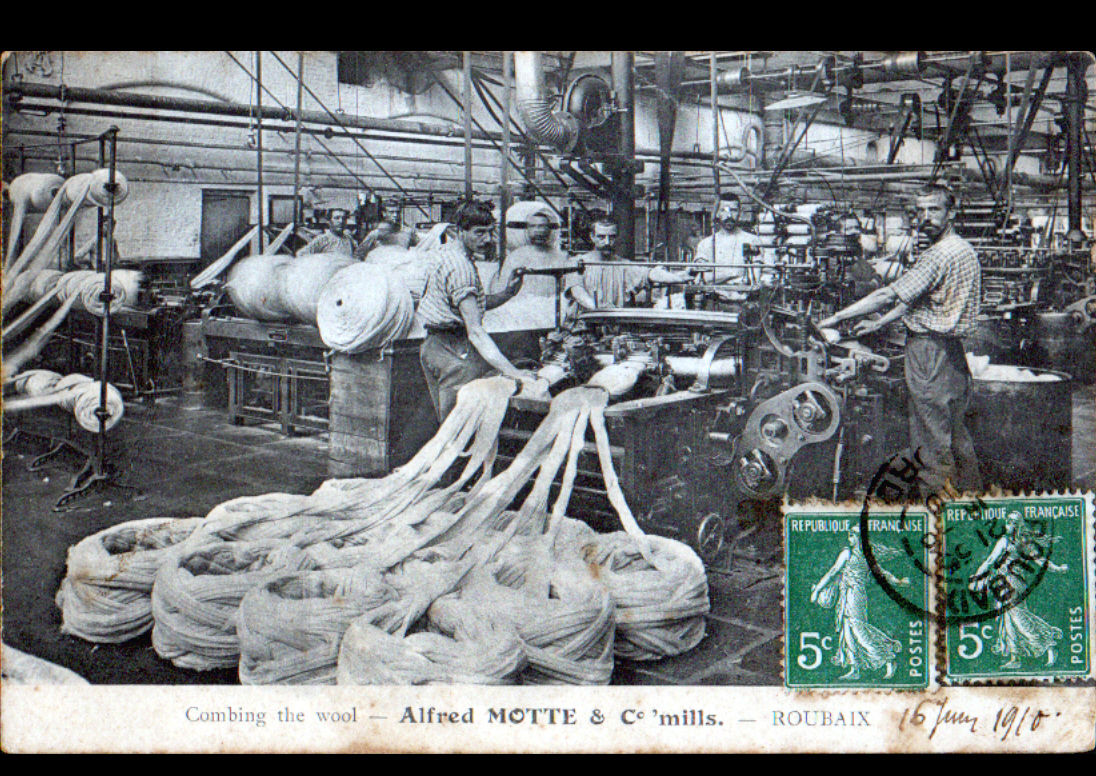
Ouvriers d'une usine Motte de Roubaix en 1910.